# Los tres principios del análisis real de Littlewood
Los tres principios del análisis real de Littlewood son heurísticas de John Edensor Littlewood para ayudar a enseñar conceptos esenciales de la teoría de la medida en análisis matemático.

## Los principios
Littlewood enunció los principios en su libro Lectures on the Theory of Functions (1944)  como:

Hay 3 principios que se expresan, a grandes rasgos, de la siguiente manera: Todo conjunto (medible) es casi una unión finita de intervalos; toda función (de clase Lp) es casi continua; toda sucesión convergente de funciones es casi uniformemente convergente.

El primer principio se basa en el hecho de que la medida interior y la medida exterior son iguales para los conjuntos medibles, el segundo se basa en el teorema de Lusin y el tercero se basa en el teorema de Egorov .

## Ejemplo
Los tres principios de Littlewood se citan en varios textos de análisis real, por ejemplo, los de Royden,  Bressoud,  y Stein & Shakarchi. 
Royden  presenta el teorema de convergencia dominada como una aplicación del tercer principio. El teorema establece que si una secuencia de funciones uniformemente acotada converge puntualmente, entonces sus integrales en un conjunto de medida finita convergen a la integral de la función límite. Si la convergencia fuera uniforme, este sería un resultado trivial, y el tercer principio de Littlewood nos dice que la convergencia es casi uniforme, es decir, uniforme salvo en un conjunto de medida arbitrariamente pequeña. Como la sucesión está acotada, la contribución a las integrales del conjunto pequeño puede hacerse arbitrariamente pequeña, y las integrales sobre el resto del dominio convergen porque las funciones son uniformemente convergentes en esta parte.